# Ove Karl Berthelsen
Ove Karl Abel Ole Berthelsen (* 3. November 1954 in Sisimiut) ist ein grönländischer Politiker (Inuit Ataqatigiit).

## Leben
Ove Karl Berthelsen arbeitete von 1974 bis 1979 als Bankassistent. Anschließend war er zwei Jahre Unterchef der Jäger-Anteilsgesellschaft Sepineq. Von 1981 bis 1983 war er Fischer. Danach wirkte er in zahlreichen Unternehmen und öffentlichen Verwaltungen als Administrationschef und Abteilungsleiter. 2002 machte er sich selbstständig.
Ove Karl Berthelsen wurde 2001 in den Rat der Gemeinde Nuuk gewählt. 2005 wurde er wiedergewählt. 2008 wurde er in den Rat der neuen Kommuneqarfik Sermersooq gewählt. 2009 kandidierte er bei der Wahl zum Inatsisartut, erhielt aber nicht genügend Stimmen. Allerdings wurde er zum Minister für Erwerb und Rohstoffe im Kabinett Kleist ernannt, was er bis zum Ende der Legislaturperiode 2013 blieb. 2013 kandidierte er erneut bei der Parlamentswahl, erreichte aber nur den vierten Stellvertreterplatz. Anschließend zog er sich aus der Politik zurück.
Mit seiner Frau Grethe Kramer Berthelsen hat er drei Kinder.